# William Phelps Eno

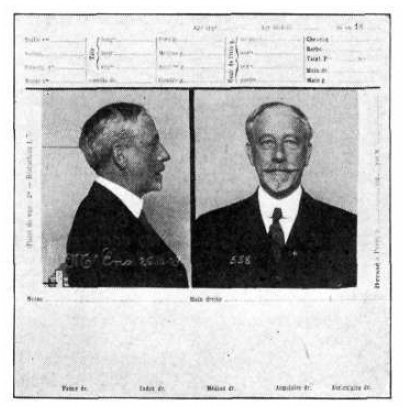
Enos Bild auf seinem französischen Ehrenführerschein

William Phelps Eno (* 3. Juni 1858 in New York City; † 3. Dezember 1945) war ein US-amerikanischer Unternehmer und Pionier der Verkehrssicherheit. Auf Grund seiner Regelungen wurde der Kreisverkehr eingeführt.

## Leben
Seine Eltern waren Amos Richards Eno († 1898)  und dessen Ehefrau Lucy Jane Phelps. Sein Vater war ein erfolgreicher Immobilienhändler und zum Zeitpunkt seines Todes der größte Grundbesitzer in Manhattan.

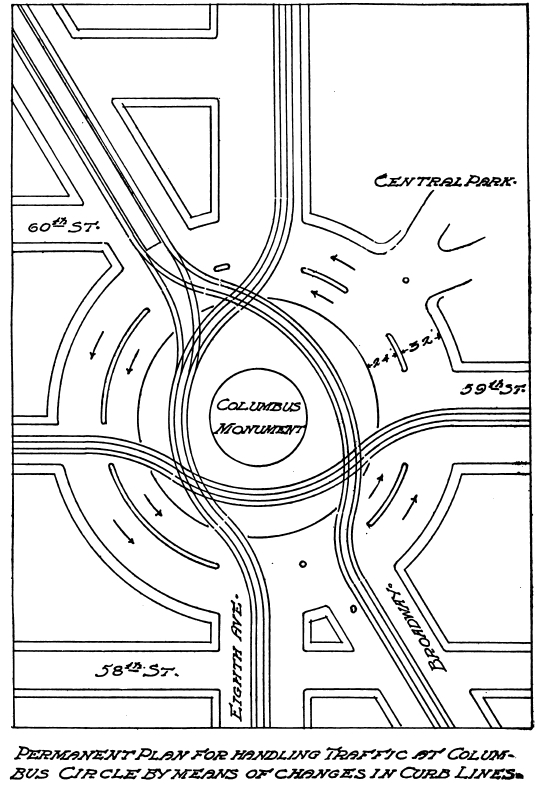
Eno's Lösung für den Columbus Circle

Eno stammte aus einer in Simsbury, Connecticut ansässigen, angesehenen und begüterten Familie von Geschäftsleuten und Politikern. Bereits 1867 machte er eine Reise nach Europa die ihn durch Frankreich, Italien und England führte. 1869 kehrte er in die USA zurück, wo er zunächst die Schule besuchte und seinen Abschluss machte. Eno schrieb sich  an der Yale University ein; er graduierte 1882, wo er der einflussreichen Vereinigung Skull and Bones angehörte. Bis 1899 war auch er in der Immobilienbranche tätig, mit dem Tod seines Vaters erbte er einige Millionen Dollar. Erst mit 40 Jahren widmete er sich ganz der Verkehrssicherheit. 1900 publizierte Eno eine Schrift mit dem Titel Reform in Our Street Traffic Urgently Needed. 1903 konzipierte er die Straßenverkehrsordnung (city traffic code) für New York, eine Pionierleistung. Er arbeitete Verkehrspläne für New York, London und Paris aus und entfaltete über Jahrzehnte eine reiche einschlägige Publikationstätigkeit. Eno werden folgende Innovationen zugeschrieben: das Stoppschild, die Einbahnstraße, der Kreisverkehr, der Taxistandplatz und die Verkehrsinsel. 1921 gründete er die Eno Foundation for Highway Traffic Control, heute Eno Transportation Foundation, eine gemeinnützige Stiftung zur Förderung der Verkehrssicherheit. Er war Ehrenmitglied des Institute of Transportation Engineers. Eno war ein begeisterter Reiter, besaß aber nie einen Führerschein.

## Werke
- Suggested rules and reforms for the management of street traffic, 1902, Digitalisat
- Street Traffic Regulation, The Rider and Driver Publishing Company, 1909 pdf-download
- The Science of Highway Traffic Regulation 1899-1920, 1920, pdf-download
- Fundamentals of Highway Traffic Regulation, 1926, pdf-download
- Simplification of Highway Traffic, 1929, pdf-download
- Crime, A National Disgrace, 1938
- The Story of Highway Traffic Control 1899-1939, 1939, pdf-download
- The Parking Problem, 1942